# 1933 en Saskatchewan
Chronologie de la Saskatchewan
- 1929
- 1930
- 1931
- 1932
- 1933
- 1934
- 1935
- 1936
- 1937

Cette page concerne des événements d'actualité qui se sont produits durant l'année 1933 dans la province canadienne de la Saskatchewan.

## Politique
- Premier ministre : James T.M. Anderson
- Chef de l'Opposition :
- Lieutenant-gouverneur : Hugh Edwin Munroe
- Législature :

## Événements
- 9 juin : érection du Diocèse de Saint-Jean–Longueuil au Québec et du Diocèse de Saskatoon en Saskatchewan.